# Alpen Cup kobiet w skokach narciarskich 2001/2002
Alpen Cup kobiet w skokach narciarskich sezon 2001/2002 – 2. w historii sezon cyklu Alpen Cup w skokach narciarskich kobiet. Rozpoczął się 8 grudnia 2001 roku w szwajcarskim Sankt Moritz, a zakończył 10 marca 2002 roku we francuskim Chaux-Neuve.
W sumie rozegrano 8 konkursów, w których w sumie wzięło udział 17 zawodniczek z 4 krajów. Zwyciężczyniami klasyfikacji generalnej zostały exequeo Austriaczki Daniela Iraschko, i Eva Ganster trzecie miejsce zajęła Niemka Angelika Kühhorn.

## Kalendarz i wyniki
| Lp.                                        | Data                                       | Miejscowość                                | Punkt K                                    | Uwagi                                      | 1. miejsce                   | 2. miejsce       | 3. miejsce        |
| ------------------------------------------ | ------------------------------------------ | ------------------------------------------ | ------------------------------------------ | ------------------------------------------ | ---------------------------- | ---------------- | ----------------- |
| 1.                                         | 8 grudnia 2001                             | Sankt Moritz                               | K-95                                       | –                                          | Eva Ganster                  | Daniela Iraschko | Angelika Kühorn   |
| 2.                                         | 9 grudnia 2001                             | Sankt Moritz                               | K-95                                       | –                                          | Eva Ganster                  | Daniela Iraschko | Ann-Kathrin Reger |
| 3.                                         | 22 grudnia 2001                            | Klingenthal                                | K-80                                       | –                                          | Daniela Iraschko             | Eva Ganster      | Ann-Kathrin Reger |
| 4.                                         | 22 grudnia 2001                            | Klingenthal                                | K-80                                       | –                                          | Eva Ganster                  | Daniela Iraschko | Ann-Kathrin Reger |
| 5.                                         | 22 lutego 2002                             | Predazzo                                   | K-80                                       | –                                          | Michaela Schmidt             | Magdalena Kubli  | Angelika Kühorn   |
| 6.                                         | 23 lutego 2002                             | Predazzo                                   | K-80                                       | –                                          | Michaela Schmidt             | Angelika Kühorn  | Magdalena Kubli   |
| 7.                                         | 9 marca 2002                               | Chaux-Neuve                                | K-90                                       | –                                          | Daniela Iraschko             | Eva Ganster      | Magdalena Kubli   |
| 8.                                         | 10 marca 2002                              | Chaux-Neuve                                | K-90                                       | –                                          | Daniela Iraschko             | Eva Ganster      | Michaela Schmidt  |
| Alpen Cup 2001/2002 – klasyfikacja końcowa | Alpen Cup 2001/2002 – klasyfikacja końcowa | Alpen Cup 2001/2002 – klasyfikacja końcowa | Alpen Cup 2001/2002 – klasyfikacja końcowa | Alpen Cup 2001/2002 – klasyfikacja końcowa | Daniela Iraschko Eva Ganster | –                | Angelika Kühorn   |

## Statystyki indywidualne
| Zawodniczka | Sankt Moritz | Sankt Moritz | Klingenthal | Klingenthal | Predazzo | Predazzo | Chaux-Neuve | Chaux-Neuve |
| Austria | Austria      | Austria      | Austria     | Austria     | Austria  | Austria  | Austria     | Austria     |
| --- | ------------ | ------------ | ----------- | ----------- | -------- | -------- | ----------- | ----------- |
| Verena Floss | –            | –            | –           | –           | 5        | 5        | 4           | 6           |
| Eva Ganster | 1            | 1            | 2           | 1           | –        | –        | 2           | 2           |
| Daniel Iraschko | 2            | 2            | 1           | 2           | –        | –        | 1           | 1           |
| Magdalena Kubli | 8            | 9            | 7           | 9           | 2        | 3        | 3           | 4           |
| Katrin Stefaner | –            | –            | 11          | 11          | 6        | 6        | –           | –           |
| Francja |              |              |             |             |          |          |             |             |
| Lydie Bernard | –            | –            | –           | –           | –        | –        | 10          | 7           |
| Camille Lizon-au-Cire | –            | –            | –           | –           | –        | –        | 7           | 10          |
| Virginie Reynaud | –            | –            | –           | –           | –        | –        | 11          | 9           |
| Niemcy |              |              |             |             |          |          |             |             |
| Ulrike Gräßler | –            | –            | 10          | 10          | –        | –        | –           | –           |
| Angelika Kühhorn | 3            | 5            | 6           | 4           | 3        | 2        | 5           | 5           |
| Jenna Mohr | –            | –            | 8           | 7           | –        | –        | –           | –           |
| Ann-Kathrin Reger | 5            | 3            | 3           | 3           | –        | –        | –           | –           |
| Heidi Roth | 9            | 6            | 4           | 6           | –        | –        | 9           | 11          |
| Kristin Schmidt | 7            | 8            | 5           | 8           | 4        | 4        | 8           | 8           |
| Michaela Schmidt | 4            | 4            | –           | –           | 1        | 1        | 6           | 3           |
| Szwajcaria |              |              |             |             |          |          |             |             |
| Rosmarie Wenk | 6            | 7            | 9           | 5           | –        | –        | –           | –           |
| Legenda |              |              |             |             |          |          |             |             |
| 1-3 4-30 poniżej 30 dns – Zawodniczka zgłoszona nie wystartowała w konkursie. dsq – Zawodniczka została zdyskwalifikowana w konkursie. - – Zawodniczka nie została zgłoszona do konkursu. |              |              |             |             |          |          |             |             |

## Klasyfikacja generalna
| Miejsce | Zawodniczka           | Występy | Punkty |
| ------- | --------------------- | ------- | ------ |
| 1.      | Daniela Iraschko      | 6       | 540    |
| 1.      | Eva Ganster           | 6       | 540    |
| 3.      | Angelika Kühhorn      | 8       | 425    |
| 4.      | Michaela Schmidt      | 6       | 400    |
| 5.      | Magdalena Kubli       | 8       | 376    |
| 6.      | Kristin Schmidt       | 8       | 309    |
| 7.      | Ann-Kathrin Reger     | 4       | 225    |
| 8.      | Heidi Roth            | 6       | 212    |
| 9.      | Verena Floss          | 4       | 180    |
| 10.     | Rosmarie Wenk         | 4       | 150    |
| 11.     | Katrin Stefaner       | 4       | 128    |
| 12.     | Jenna Mohr            | 2       | 68     |
| 13.     | Camille Lizon-au-Cire | 2       | 62     |
| 13.     | Lydie Bernard         | 2       | 62     |
| 15.     | Virginie Reynaud      | 2       | 53     |
| 16.     | Ulrike Gräßler        | 2       | 52     |